# Hoveton
Hoveton – wieś w Anglii, w hrabstwie Norfolk, w dystrykcie North Norfolk. Leży 13 km na północny wschód od Norwich i 171 km na północny wschód od Londynu.
Miejscowość liczy 1804 mieszkańców.
Położona jest w sąsiedztwie obszaru chronionej przyrody The Broads.